# Nikolaï Padius
Nikolaï Padius (en russe : Николай Иванович Падиус), né le 1er septembre 1980, à Léningrad, dans la République socialiste fédérative soviétique de Russie (Union soviétique), est un joueur russe de basket-ball. Il évolue au poste d'arrière.

## Palmarès
- Champion d'Europe 2007